# 433-й гвардейский мотострелковый полк
433-й гвардейский мотострелковый полк (433 мсп) — тактическое формирование Сухопутных войск Российской Федерации. Находится в составе 27-й гвардейской мотострелковой дивизии.

## История
433-й мотострелковый полк принял участие во вторжении на Украину. В июне 2023 года занимался отражением украинских атак на южнодонецком направлении в составе 27-й гвардейской мотострелковой дивизии группировки войск «Центр» во время контрнаступления Украины в 2023 году.
В апреле 2024 года 433-й мотострелковый полк 27-й гвардейской мотострелковой дивизии участвовал в занятии посёлка Очеретино Ясиноватского района.
16 января 2025 года Указом президента Российской Федерации полку присвоено почётное наименование «гвардейский» за «массовый героизм и отвагу, стойкость и мужество проявленные личным составом полка в боевых действиях по защите Отечества и государственных интересов в условиях вооружённых конфликтов».